# Диарра, Фатим
Фатим Диарра (фин. Fatim Winshett El Habib Diarra; род. 1986, Хельсинки) — финский политический деятель. Член партии «Зелёный союз». Председатель городского совета Хельсинки с 2021 года. Депутат эдускунты с 2023 года. Феминистка, председатель «Союза организаций по правам женщин», основанного в 1892 году, член совета Европейского женского лобби (EWL) от NYTKIS ry.

## Биография
Её отец — родом из Мали.
Выросла в Хельсинки.
В 2024 году в издательстве Into опубликована книга Фатим Диарры и Ииды Тани (Iida Tani) «Разрешение быть девушкой» (Lupa olla tyttö), в которой своим опытом сексуального домогательства поделились Ина Миккола, Минья Коскела, Эва Биодэ, Насима Размияр, писательница и колумнистка Yle Райса Омахеймо, Кирси Пиха и другие известные финские женщины.

## Политическая карьера
В 2017 году стала депутатом городского совета Хельсинки. В 2021 году избрана председателем городского совета Хельсинки. По её инициативе в Хельсинки начали бесплатно выдавать молодежи и малоимущим гигиенические прокладки и тампоны.
В 2018 году стала членом женской организации партии «Зелёный союз» в Хельсинки, в 2019—2022 годах — член президиума «Зелёных женщин», с 2022 года — заместитель председателя.
На партийном съезде 2019 года избрана заместителем председателя партии «Зелёный союз». Занимала должность до 2021 года.
По результатам парламентских выборов 2 апреля 2023 года впервые избрана в эдускунту, набрала 6736 голосов.

## Произведения
- Fatim Diarra; Iida Tani. Lupa olla tyttö. — Helsinki: Into, 2024. — 182 p. — ISBN 9789523934900.